# Anton Eriksson (fotbollsspelare)
Anton Eriksson, född 5 mars 2000, är en svensk fotbollsspelare som spelar för IFK Norrköping.

## Karriär
Anton Erikssons moderklubb är Ersmarks IK, vilka han i ung ålder lämnade för IFK Umeå.

### Umeå FC
Inför säsongen 2016 lämnade Eriksson IFK Umeå för grannklubben Umeå FC. Efter att inledningsvis ha tillhört ungdomslagen och föreningens akademilag i division 4 lyftes han i maj 2016 upp i A-laget, då hade han också hunnit med att göra sin A-lagsdebut i en träningsmatch mot IF Sylvia. Som 16-åring kom också debuten i Division 1 Norra, då han spelade hela matchen i 3-2-segern mot IK Brage den 2 juli 2016.
Under sitt första år i Umeå FC fick han dessutom vara med om att vinna Division 4 Södra Västerbotten med klubbens akademilag. I december 2016 signerade han sedan sitt första A-lagskontrakt, vilket sträckte sig tre år framåt.
Efter att ha gjort fyra framträdanden i Norrettan 2017 tog Eriksson en ordinarie plats i Umeå FC säsongen 2018. Han startade då i 24 av 30 matcher och gjorde i 2-4-förlusten mot Sollentuna FK den 14 juli 2018 sitt första A-lagsmål.
Säsongen 2019 växte Eriksson ut till en nyckelspelare i Umeå FC och fick speltid i 28 av 30 matcher. Året slutade också i dur, då Umeå FC efter en andraplats i Norrettan löste avancemanget till Superettan via 3-3 i dubbelmötet med IK Frej. Efter säsongsavslutningen deltog Eriksson också i Morgondagens Stjärnor, matchen mellan de största talangerna i Norrettan och Söderettan, där han prisades som matchens spelare i Norrettan-laget.

### GIF Sundsvall
Efter avancemanget till Superettan löpte Erikssons kontrakt med Umeå FC ut. I januari 2020 flyttade han istället som Bosman till blivande seriekonkurrenten GIF Sundsvall. Eriksson inledde sin sejour i Sundsvall med att få speltid i samtliga gruppspelsmatcher i Svenska Cupen och gjorde därefter sin debut i Superettan i Giffarnas premiärseger mot forna klubbkamraterna i Umeå FC den 16 juni 2020.

### IFK Norrköping
Under sommaren 2022 värvades Eriksson till den allsvenska konkurrenten IFK Norrköping.

## Spelstil
Anton Eriksson har beskrivit sig som en allround-spelare som kan spela både på innermittfältet och som mittback. I Umeå FC spelade han som innermittfältare medan han i P00-landslaget var mittback. När han värvades till GIF Sundsvall gjordes han det dock uttalat som mittback.

## Karriärstatistik
| Klubb              | Säsong             | Liga                          | Liga    | Liga | Nationell cup | Nationell cup | Övrigt  | Övrigt | Totalt  | Totalt |
| Klubb              | Säsong             | Division                      | Matcher | Mål  | Matcher       | Mål           | Matcher | Mål    | Matcher | Mål    |
| ------------------ | ------------------ | ----------------------------- | ------- | ---- | ------------- | ------------- | ------- | ------ | ------- | ------ |
| IFK Umeå 2         | 2015               | Division 4 Södra Västerbotten | 1       | 0    | —             | —             | —       | —      | 1       | 0      |
| Umeå FC Akademi    | 2016               | Division 4 Södra Västerbotten | 18      | 6    | —             | —             | —       | —      | 18      | 6      |
| Umeå FC Akademi    | 2017               | Division 3 Norra Norrland     | 13      | 0    | —             | —             | —       | —      | 13      | 0      |
| Umeå FC Akademi    | Totalt             | Totalt                        | 31      | 6    | —             | —             | —       | —      | 31      | 6      |
| Umeå FC            | 2016               | Division 1 Norra              | 1       | 0    | —             | —             | —       | —      | 1       | 0      |
| Umeå FC            | 2017               | Division 1 Norra              | 4       | 0    | —             | —             | —       | —      | 4       | 0      |
| Umeå FC            | 2018               | Division 1 Norra              | 24      | 2    | —             | —             | —       | —      | 24      | 2      |
| Umeå FC            | 2019               | Division 1 Norra              | 28      | 5    | 1             | 0             | 2       | 0      | 31      | 5      |
| Umeå FC            | Totalt             | Totalt                        | 57      | 7    | 1             | 0             | 2       | 0      | 60      | 7      |
| GIF Sundsvall      | 2020               | Superettan                    | 27      | 0    | 4             | 0             | —       | —      | 31      | 0      |
| GIF Sundsvall      | 2021               | Superettan                    | 14      | 0    | 3             | 0             | —       | —      | 17      | 0      |
| GIF Sundsvall      | 2022               | Allsvenskan                   | 11      | 0    | 3             | 0             | —       | —      | 5       | 0      |
| GIF Sundsvall      | Totalt             | Totalt                        | 43      | 0    | 10            | 0             | —       | —      | 53      | 0      |
| IFK Norrköping     | 2022               | Allsvenskan                   | 17      | 0    | —             | —             | —       | —      | 17      | 0      |
| IFK Norrköping     | 2023               | Allsvenskan                   | 27      | 0    | 1             | 0             | —       | —      | 28      | 0      |
| IFK Norrköping     | 2024               | Allsvenskan                   | 24      | 0    | 4             | 0             | —       | —      | 27      | 0      |
| IFK Norrköping     | 2025               | Allsvenskan                   | 4       | 0    | 2             | 0             | —       | —      | 5       | 0      |
| IFK Norrköping     | Totalt             | Totalt                        | 72      | 0    | 7             | 0             | —       | —      | 79      | 0      |
| Totalt i karriären | Totalt i karriären | Totalt i karriären            | 203     | 13   | 18            | 0             | 2       | 0      | 224     | 13     |

1. ↑  Uppflyttningskvalmatcher mot IK Frej.[11][12]

## Meriter

### Umeå FC
- Andraplats i Division 1 Norra: 2019
- Vinnare av Division 4 Södra Västerbotten: 2016